# العجير بن عبد الله السلولي
أبو الفرزدق العجير بن عبد الله بن عُبَيدة بن كَعب السلولي الهوازني (30 هـ - 105 هـ / 650م - 724م) من شعراء الدولة الأموية جعله ابن سلام الجمحي في الطبقة الخامسة من شعراء الإسلام وذكر له أخباراً مع الخليفة الأموي عبد الملك بن مروان.

## نسبه
هو العجير بن عبد الله بن عبيدة بن كعب بن عائشة بن الربيع بن ضبيط بن جابر بن عبد الله بن مرة بن صعصعة بن معاوية بن بكر بن هوازن السلولي الهوازني ويُكَنى بأبي الفرزدق.

## شعره
قال يمدح الخليفة عمر بن عبد العزيز:
وقال يمدح محمد بن يوسف الثقفي أخو الحجاج: